# Прославленный Годиссар
«Прославленный Годиссар» (фр. L'Illustre Gaudissart) — рассказ французского писателя Оноре де Бальзака, написанный в 1833 году и впоследствии вошедший в собрание сочинений «Человеческая комедия». Впервые был опубликован в 1834 году во втором томе «Сцен провинциальной жизни».

## Содержание
38-летний парижский коммивояжёр Феликс Годиссар, занимавшийся продажей галантерейных изделий и шляп решает поменять специализацию. В прошлом чудом избежавший тюрьмы по заговору французских карбонариев, участник революции 1830 года решает применить свои таланты в деле спекуляции. Ради этого он заключает договор со страховой компанией, двумя торговыми домами и рядом печатных изданий («Детский журнал», сенсимонистский «Земной шар», республиканское «Движение»), чтобы 15 апреля отправиться в провинцию для поиска клиентов, подписчиков и покупателей. В беседе со своей любовницей Женни Куран он рассчитывает в будущем зарабатывать на подобных турах 20- 30 тыс. франков, в конечном счёте став акционером газеты и политиком по примеру своих более удачливых друзей Ансельма Попино и Фино.
Вояж оказывается довольно успешным и коммивояжёр прибывает в округ Вувре департамента Эндр и Луара. Своим жильём он выбирает харчевню «Золотое солнце», хозяином которой является гренадер императорской гвардии Митуфле. С целью узнать положение дел Годиссар наносит визит старому красильщику и рантье Вернье, сталкивавшемуся ранее с коммивояжёрами и решившему отвадить от своего края парижских гусениц. Хозяин вежливо принимает гостя и советует ему посетить бывшего банкира Маргаритиса, который давно сошёл с ума и лишь из-за жадности жены потратить 3 тыс. франков до сих пор не находится в лечебнице.
Годиссар несколько часов общается с клиентом, ведя с ним обстоятельную беседу о страховании, сенсимонизме, детях и поддержке перед другими влиятельными местными жителями. В ходе общения невольно пробуждается навязчивая идея старика, заключающаяся в желании продать два бочонка вина (которые жена для успокоения мужа на этот раз одолжила у соседа). В итоге парижанин добивается подписки бездетного Маргаритиса на «Детский журнал» за 7 франков в обмен на доставку в Париж двух бочек вина за 110 франков, планируя на следующий день заключение более важных договоров.
Вернувшись в харчевню Годиссар рассказывает Митуфле о проницательности Маргаритиса и его подкованности в политических и финансовых вопросах. После рассказа трактирщика о том, что его деловой партнёр является сумасшедшим и не владеет искомыми бочками, коммивояжёр идёт в дом Вернье и требует удовлетворения у хозяина на дуэли. Не испытывая особой радости из-за грядущего кровопролития и двусмысленных слов соперника, Годиссар получает согласие Митуфле стать его секундантом.
Местные жители обращаются к Митуфле с просьбой помочь избежать дуэли. В ходе предложенной тренировки на рапирах он полностью одолевает парижанина и припугивает его тем, что Вернье дерётся этим оружием ещё лучше. Взамен он предлагает гостю организовать дуэль на заряженных до дула седельных пистолетах, благодаря чему будет невозможно нанести ранение сопернику из-за гарантированного промаха.
Дуэль заканчивается промахом обоих дуэлянтов, которые после этого быстро мирятся и прощают друг другу нанесённые обиды, Вернье обещает найти «Детскому журналу» двадцать подписчиков. После этого Годиссар по угрозой через суд взыскать с Маргаритисов две бочки вина добивается уплаты неустойки в двадцать франков, так как не желает чтобы болтали, будто в вашем городке облапошили прославленного Годиссара. После этого он уезжает, навсегда потеряв желание в будущем работать в этом округе.
Через три месяца коммивояжёр заканчивает свои дела в провинции и на дилижансе возвращается в Париж. Подъезжая к Вувре Годиссар рассказывает случайному попутчику о невыносимости местного населения и своей победе в дуэли с местным красильщиком.

## Создание
Впервые рассказ был опубликован во втором томе «Сцен провинциальной жизни» в 1833 году («Этюды о нравах XIX века», датировано 1834 годом). В 1843 году был включён в шестой том первого издания «Человеческой комедии» (второй том «Сцен провинциальной жизни») и был напечатан вместе с «Провинциальной музой» под общей рубрикой «Парижане в провинции»
В 1830—1831 годах Оноре де Бальзак печатал в еженедельной юмористической прессе («Карикатура», «Мода», «Силуэт» и др.) серию бытовых «зарисовок с натуры», принадлежащих к популярным тогда во Франции нравоописательным или «физиологическим» очеркам. В них писатель нарисовал галерею социальных портретов разнообразных представителей буржуазии — победителей Июльской революции 1830 года («Бакалейщик», «Банкир», «Министр» и т. д.), в работе над которыми росло мастерство писателя и умение создавать глубоко типические социальные образы.

## Связь с другими произведениями
Феликс Годиссар также является персонажем романов «История величия и падения Цезаря Бирото», "Годиссар II" и «Кузен Понс», обстоятельства его задержания по делу карбонариев описаны в «Блеске и нищете куртизанок».

## В России
Несколько раз переводился на русский язык:
- Знаменитый Годисар. Пер. К. Г. Локса.-- В кн.: Бальзак О. Собр. соч. Под общ. ред. А. В. Луначарского и Е. Ф. Корша. Т. 9. М., 1936, с. 5-39; Знаменитый Годисар. Пер. К. Г. Локса.-- В кн.: Бальзак О. Рассказы. М., 1937, с. 20-67.
- Прославленный Годиссар. Пер. Н. Коган.-- В кн.: Бальзак О. де. Избранные произведения. М., 1949, с. 413--430; то же. 1950; Прославленный Годиссар. Пер. Н. Коган.-- В кн.: Бальзак О. Собр. соч. В 15-ти т. Т. 4. Человеческая комедия. Сцены провинциальной жизни. [Пер. под ред. Н. Немчиновой]. М., 1952, с. 184--223; Прославленный Годиссар. Пер. Н. Коган.-- В кн.: Бальзак О. Собр. соч. В 24-х т. Т. 6. Человеческая комедия. Этюды о нравах. Сцены провинциальной жизни. [Ред. Б. С. Вайсман]. М., 1960, с. 186--225.